# Palazzo Paulucci de Calboli
Il Palazzo Paolucci de Calboli è un edificio nobiliare che sorge nei pressi dell'Abbazia di San Mercuriale, a Forlì.

## Storia e descrizione

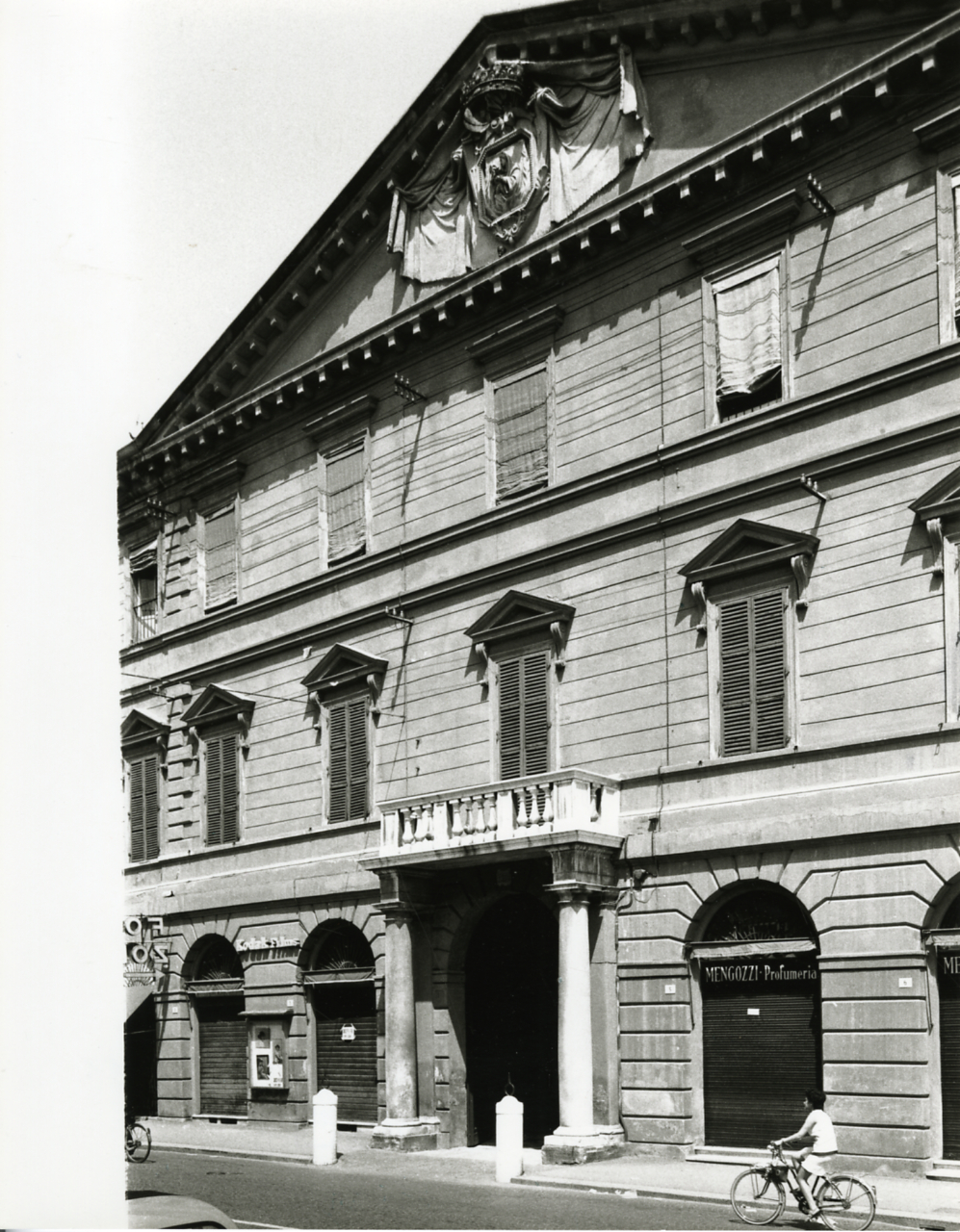
Dettaglio della facciata. Foto di Paolo Monti, 1971

L'edificio, che costituisce un importante esempio dell'architettura barocca, fu costruito agli inizi del Settecento (1700-1718), all'epoca del cardinale Fabrizio Paolucci (1651-1726).
Per la realizzazione del Palazzo, si procedette ad accorpare vari edifici precedenti, le case Paulucci, Mangelli e Augustini. Di tali famiglie si possono tuttora vedere gli stemmi in alcuni capitelli.
Da notare:
- lo scalone di Giuseppe Signorini di Fermo
- i gruppi di statue Eracle e Cerbero e Teseo e il Minotauro
- l'oratorio ellittico, con volta ad ombrello.